# Округ Колдвел (Тексас)
Округ Колдвел (енгл. Caldwell County) је округ у америчкој савезној држави Тексас. По попису из 2010. године број становника је 38.066.

## Демографија
Према попису становништва из 2010. у округу је живело 38.066 становника, што је 5.872 (18,2%) становника више него 2000. године.
| Група             | 2000.          | 2010.          |
| Белци             | 15.929 (49,5%) | 16.841 (44,2%) |
| Афроамериканци    | 2.735 (8,5%)   | 2.585 (6,8%)   |
| Азијати           | 108 (0,3%)     | 357 (0,9%)     |
| Хиспаноамериканци | 13.018 (40,4%) | 17.922 (47,1%) |
| Укупно            | 32.194         | 38.066         |